# Sclerenchym

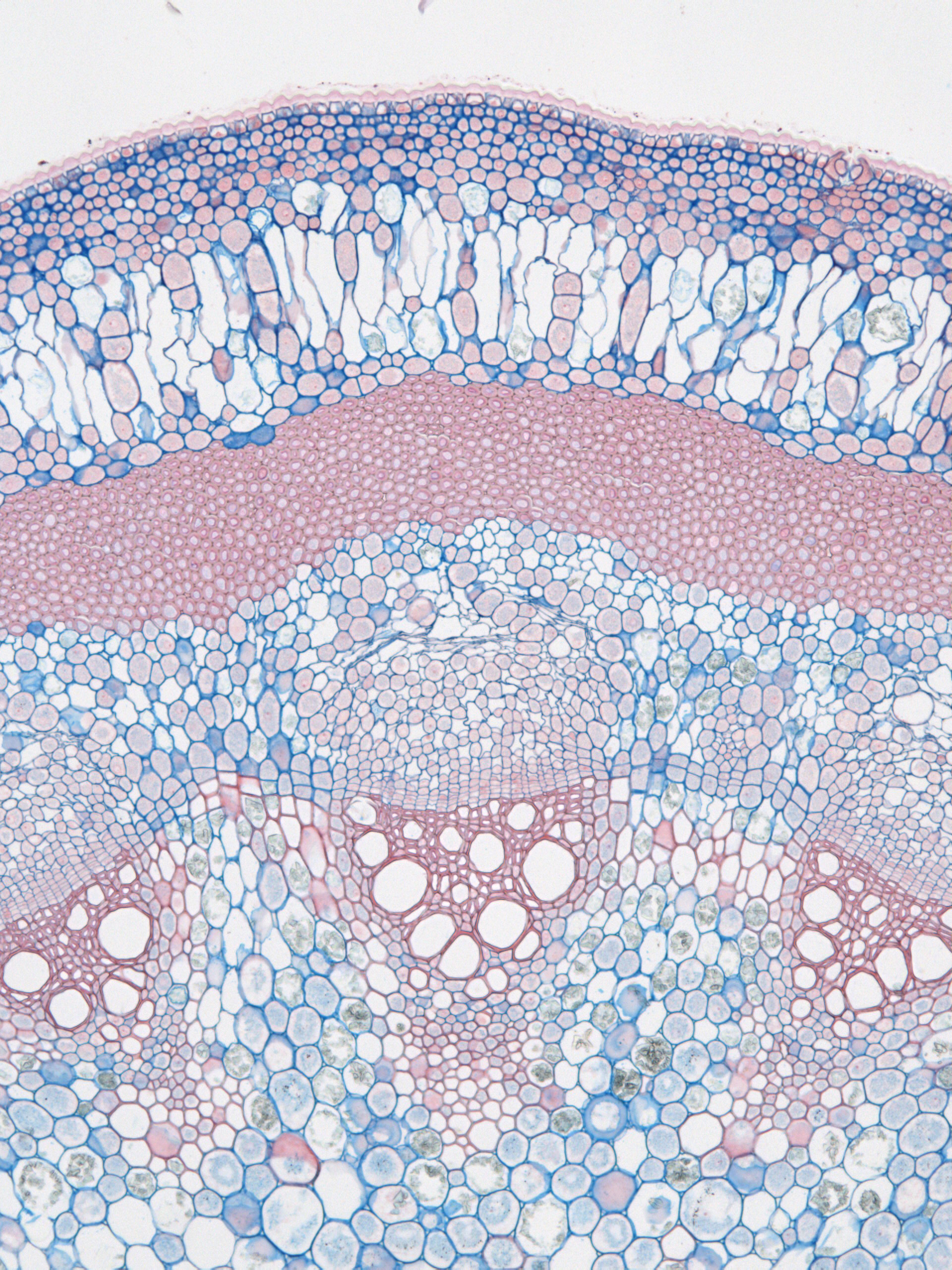
Sclerenchymatische weefsellaag {onder de laag met langgerekte cellen) bij een eenjarige scheut van Aristolochia macrophylla

Sclerenchym is weefsel met gelijkmatig verdikte celwanden die sterk verhout zijn, dit komt door de aanwezigheid van lignine (houtstof). Meestal zijn er geen intercellulaire ruimten. De functie is het geven van stevigheid. De cellen zijn meestal vezelvormig. Ze liggen in bundels en vormen tezamen het skelet van de primaire stengel. De naam sclerenchym is afgeleid van het Griekse σκληρός = sklêros, dat hard betekent. De cellen zijn eerst levend maar sterven later af als de verhouting toeneemt.
Het sclerenchym ligt onder andere rondom een vaatbundel. Ook de steencellen in vruchtvlees, zoals bij stoofperen bestaan uit sclerenchym.
Wanneer sclerenchymcellen een structuur omgeven voor bescherming en stevigheid, spreekt men van een sclerenchymschede of een sclerenchymkap, respectievelijk bij volledige omhulling en gedeeltelijke omhulling.
In het sclerenchym komen twee soorten cellen voor:
- Sclerenchymvezels
- Steencellen of sclereïden